# Los Reyes (Mexico)
Los Reyes Acaquilpan is een stad in de deelstaat Mexico, binnen de agglomeratie Mexico-Stad. Los Reyes heeft 232.211 inwoners (census 2005) en is de hoofdplaats van de gemeente La Paz.
Los Reyes ligt direct ten oosten van het Federaal District en is aangesloten op de metro van Mexico-Stad. De stad is genoemd naar de drie koningen.